# Krahule
Krahule (in tedesco Blaufuß, in ungherese Kékellő) è un comune della Slovacchia facente parte del distretto di Žiar nad Hronom, nella regione di Banská Bystrica.
Krahule è reputata da alcuni studiosi il centro geografico dell'Europa, ma questa teoria non è universalmente accettata: esistono altri studi che, applicando altri metodi di misurazione, proverebbero che il centro stia effettivamente in altri stati della zona centrale del continente.
Il paese è bilingue slovacco-tedesco.